# Gunjō senki
Gunjō senki (群青戦記?) è un manga scritto e disegnato da Masaki Kasahara. È stato serializzato sulla rivista di manga seinen di Shūeisha Weekly Young Jump dal 29 agosto 2013 al 15 giugno 2017. Un sequel, intitolato Shin gunjō senki (真・群青戦記?), scritto da Kasahara e disegnato da Ajichika, è stato serializzato sulla stessa rivista dal 7 gennaio 2021 al 17 marzo 2022. Un adattamento cinematografico live action, intitolato Brave: Gunjō senki (ブレイブ -群青戦記-?, Bureibu -Gunjō senki-), è uscito il 21 marzo 2021.

## Media

### Manga
Scritto e disegnato da Masaki Kasahara, Gunjō senki è stato serializzato sulla rivista di manga seinen di Shūeisha Weekly Young Jump dal 29 agosto 2013 al 15 giugno 2017. Shūeisha ha raccolto i suoi capitoli in 17 volumi tankōbon, pubblicati dal 17 gennaio 2014, al 18 agosto 2017. Un sequel, intitolato Shin gunjō senki (真・群青戦記?), scritto da Masaki Kasahara e disegnato da Azychika, è stato serializzato su Weekly Young Jump dal 7 gennaio 2021. Fino al 17 marzo 2022. Shūeisha ha raccolto i suoi capitoli in cinque volumi, pubblicati dal 4 marzo 2021, al 19 aprile 2022.

#### Volumi

##### Gunjō senki
| Nº | Data di prima pubblicazione | Data di prima pubblicazione | Data di prima pubblicazione |
| Nº | Giapponese                  | Giapponese                  |                             |
| -- | --------------------------- | --------------------------- | --------------------------- |
| 1  | 17 gennaio 2014             | ISBN 978-4-08-879739-7      |                             |
| 2  | 19 febbraio 2014            | ISBN 978-4-08-879824-0      |                             |
| 3  | 19 maggio 2014              | ISBN 978-4-08-879844-8      |                             |
| 4  | 20 agosto 2014              | ISBN 978-4-08-879885-1      |                             |
| 5  | 19 novembre 2014            | ISBN 978-4-08-890039-1      |                             |
| 6  | 19 febbraio 2015            | ISBN 978-4-08-890120-6      |                             |
| 7  | 19 maggio 2015              | ISBN 978-4-08-890155-8      |                             |
| 8  | 19 agosto 2015              | ISBN 978-4-08-890241-8      |                             |
| 9  | 19 novembre 2015            | ISBN 978-4-08-890284-5      |                             |
| 10 | 19 febbraio 2016            | ISBN 978-4-08-890358-3      |                             |
| 11 | 19 maggio 2016              | ISBN 978-4-08-890410-8      |                             |
| 12 | 19 agosto 2016              | ISBN 978-4-08-890480-1      |                             |
| 13 | 18 novembre 2016            | ISBN 978-4-08-890517-4      |                             |
| 14 | 17 febbraio 2017            | ISBN 978-4-08-890590-7      |                             |
| 15 | 19 maggio 2017              | ISBN 978-4-08-890641-6      |                             |
| 16 | 18 agosto 2017              | ISBN 978-4-08-890724-6      |                             |
| 17 | 18 agosto 2017              | ISBN 978-4-08-890725-3      |                             |

##### Shin gunjō senki
| Nº | Data di prima pubblicazione | Data di prima pubblicazione | Data di prima pubblicazione |
| Nº | Giapponese                  | Giapponese                  |                             |
| -- | --------------------------- | --------------------------- | --------------------------- |
| 1  | 4 marzo 2021                | ISBN 978-4-08-891859-4      |                             |
| 2  | 18 giugno 2021              | ISBN 978-4-08-892005-4      |                             |
| 3  | 17 settembre 2021           | ISBN 978-4-08-892076-4      |                             |
| 4  | 17 dicembre 2021            | ISBN 978-4-08-892169-3      |                             |
| 5  | 19 aprile 2022              | ISBN 978-4-08-892249-2      |                             |

### Film live action
Un adattamento cinematografico live action, intitolato Brave: Gunjō senki è uscito in Giappone il 21 marzo 2021. Il film è interpretato da Mackenyu come Aoi Nishino, Haruma Miura come Ieyasu Tokugawa, Ken'ichi Matsuyama come Oda Nobunaga e Hirona Yamazaki come Haruka Seno. È stato diretto da Katsuyuki Motohiro, con sceneggiature di Masahiro Yamaura e Toru Yamamoto, e musica composta da Yugo Kanno. Uverworld ha cantato la canzone principale della colonna sonora, Hourglass.

## Accoglienza
A novembre 2019 il manga Gunjō senki aveva oltre un milione di copie in circolazione.